# Georg Ernst Stahl
Georg Ernst Stahl (Ansbach, 22 d'octubre de 1659 o 21 d'octubre de 1660 – Berlín, 14 o 24 de maig de 1734) va ser un químic i metge alemany.
Nasqué a Ansbach. Es va graduar en medicina a la Universitat de Jena el 1683, va passar a ser metge de la cort del duc Johann Ernst de Sachsen Weimar el 1687. Des de 1694 a 1716 va ser catedràtic de medicina a la Universitat de Halle, i va ser nomenat metge del rei Frederic Guillem I de Prússia a Berlín on morí.
En química és recordat per la teoria obsoleta del flogist encara que essencialment era obra de J.J. Becher. Proposà una visió de la fermentació que és similar a la posterior de Justus von Liebig. En medicina era practicant d'un sistema animístic, en oposició al materialisme de Hermann Boerhaave i Friedrich Hoffmann.
Entre les seves nombroses obres destaca Zymotechnia fundamentalis sive fermentalionis theoria generalis (1697), amb les hipòtesis del flogist; Specimen Becherianum (1702); Experimenta, observationes, aniniadversiones ... chymicae et physicae (1731); Theoria medica vera (1707); Ars sanandi cum expectalione (1730).